# Jekaterina Podkopajeva
Jekaterina Iljinična Porivkina-Podkopajeva, (rusko Екатерина Ильинична Порывкина-Подкопаева), ruska atletinja, * 11. junij 1952, Uljanovo, Sovjetska zveza.
Nastopila je na olimpijskih igrah leta 1992 in dosegla osmo mesto v teku na 1500 m. Na svetovnih prvenstvih je leta 1983 osvojila bronasti medalji v teku na 800 m in 1500 m, na svetovnih dvoranskih prvenstvih naslova prvakinje v teku na 1500 m v letih 1993 in 1997, na evropskih prvenstvihbronasto medaljo v isti disciplini leta 1994, na evropskih dvoranskih prvenstvih pa zaporedna naslova prvakinje v letih 1992 in 1994 ter podprvakinje leta 1996.